# سعید محقق
سعید محقّق (۱۳۲۷ – ۲۹ اردیبهشت ۱۳۹۷)، بازیگر ایرانی بود.

## زندگی
وی در آثاری چون کفشهای میرزا نوروز، جعفرخان از فرنگ برگشته و مرگ سپید نقش آفرینی داشت. محقق سابقه بازی با رضا ارحام صدر را نیز در کارنامه هنری خود داشت و یکی از همراهان ارحام صدر بود که مکتب تئاتر اصفهان را بنا نهاد. سعید محقق پس از انقلاب به فعالیت خود ادامه داد و در چندین مجموعه تلویزیونی طنز ایفای نقش کرد. وی در اردیبهشت ۱۳۹۷ در سن هفتاد سالگی درگذشت.

## فیلم‌شناسی
- مرگ سپید
- جعفرخان از فرنگ برگشته
- کفشهای میرزا نوروز
- جاده زرین سمرقند
- تو و من
- مستأجر
- یحیی
- یک اصفهانی در نیویورک
- فرنگستان(فیلم)
- میرزا محتکر الدوله
- لطفاً سکوت را رعایت فرمایید
- شب‌نشینی در جهنم
- دو دوست

## مجموعه تلویزیونی
- سریال هشت بهشت
- پشت کوه‌های بلند
- خانه اجاره‌ای
- آتش دل
- سایه سلطان
- مهریه
- خاتون
- قصه شب یلدا
- حلقه شانس

## تئاتر
- من میخوام
- مست
- وادنگ
- دیوانه
- چوب دستهای ورزیل
- مرگ با لبخند
- هفت سین
- قهرمان عوضی
- شیر تو شیر
- رمال باشی
- متل جهان
- رنگارنگ